# Somogyszentpál felső megállóhely
Somogyszentpál felső megállóhely a Somogy vármegyei Balatonfenyvesi Gazdasági Vasút egyik megállóhelye, a MÁV üzemeltetésében. A névadó Somogyszentpál településen található, a lakott terület legészakibb része mellett.
A vonatok csak akkor állnak meg a megállóhelyen, ha van le- vagy felszálló utas.

## Vasútvonalak
A megállóhelyet az alábbi vasútvonalak érintik:
- Balatonfenyvesi Gazdasági Vasút

## Kapcsolódó állomások
A megállóhelyhez az alábbi állomások vannak a legközelebb:
- Pálmajor megállóhely (Balatonfenyvesi Gazdasági Vasút)
- Somogyszentpál vasútállomás (Balatonfenyvesi Gazdasági Vasút)

## Forgalom
| Járat        | Útvonal                                                                          | Gyakoriság                                   |
| ------------ | -------------------------------------------------------------------------------- | -------------------------------------------- |
| személyvonat | Balatonfenyves GV – Imremajor – Pálmajor – Somogyszentpál felső – Somogyszentpál | Munkanapokon napi 4 pár, hétvégén napi 7 pár |